# Gomesa duseniana
Gomesa duseniana är en orkidéart som beskrevs av Friedrich Fritz Wilhelm Ludwig Kraenzlin. Gomesa duseniana ingår i släktet Gomesa och familjen orkidéer. Inga underarter finns listade i Catalogue of Life.